# Ignaz Peslmüller
Ignaz Peslmüller (* 24. August 1897 in Evenhausen; † 10. Juli 1957 in Landsberg am Lech) war ein deutscher Offizier, zuletzt Brigadegeneral des Heeres der Bundeswehr, und erster Kommandeur der Artillerieschule in Idar-Oberstein.

## Leben
Peslmüller war der Sohn des gleichnamigen katholischen Bezirksoberlehrers Ignaz Peslmüller und dessen Frau Mechthilde, geborene Ossenbrunner. Seine Mutter verstarb 1899.
Peslmüller trat am 25. Januar 1915 als Kriegsfreiwilliger während des Ersten Weltkrieges in das Heer des Deutschen Kaiserreichs ein und absolvierte die Rekrutenausbildung im (Königlich-Bayerischen) Feldartillerieregiment 9 in Landsberg am Lech. Am 3. November 1915 wurde er als Geschützführer zur 2. Kompanie des (Königlich-Bayerischen) Feldartillerieregiments 19 an die Front versetzt. Ab dem 31. Mai 1917 war er Zugführer in dieser Kompanie. Am 8. Januar 1918 wurde er zum Leutnant der Reserve ernannt und am 1. Mai 1918 Beobachtungsoffizier (Vorgeschobener Beobachter) und Batterieoffizier der 2. Kompanie. Nach dem Kriegsende wurde er Ende 1918 aus den Streitkräften entlassen und absolvierte eine kaufmännische Ausbildung.
Am 21. April 1921 heiratete Peslmüller Johanna Schmelcher. Am 27. Juli 1923 wurde seine Tochter Isolde geboren. Im Dezember 1923 wurde er Leiter der Bayerischen Bauernbank in Regensburg und im September 1924 Geschäftsführer der Firma Carl Pohst in Leipzig. Seine Ehefrau verstarb am 25. Januar 1925. Später heiratete er seine zweite Ehefrau Annelies Pohst. Ab August 1928 war er selbständig. Vom April 1932 bis März 1944 war er Vorstandsmitglied der Bauspargenossenschaft Heimat in Troppau und von Juni 1930 bis September 1934 Werksvertreter der Firma Rudolf Friedrich KG, Leipzig.
Am 1. Oktober 1934 (Rangdienstalter: 1. April 1934) trat Peslmüller bei der 8. Kompanie des Artillerieregiments Amberg als Hauptmann in die Reichswehr ein, aus der im Folgejahr die Wehrmacht hervorging. Am 15. Dezember 1934 wurde er Hauptmann im Stab. Vom 1. bis 28. August 1935 besuchte er den Schießlehrgang für Offiziere. Am 15. Oktober 1935 wurde er Batteriechef im Artillerieregiment 10, zum 1. August 1939 zum Major befördert, und am 1. September 1939, zum Beginn des Überfalls auf Polen, Bataillonskommandeur des II. Bataillons des Artillerieregiments 173. Am 1. Oktober 1941 wurde er zum Oberstleutnant (Rangdienstalter: 1. April 1941) ernannt. Am 5. März 1942 wurde er Kommandeur des Artillerieregiments 173 der 73. Infanterie-Division und zum 1. September 1942 zum Oberst befördert. In dieser Verwendung bescheinigte ihn Rudolf von Bünau, Kommandierender General des XI. Armeekorps, die volle Eignung zum Divisionsführer, ähnlich wie Vorgesetzte vor ihm. Am 10. Juni 1943 wechselte Peslmüller in die Führerreserve des Oberkommandos des Heeres unter gleichzeitiger Kommandierung zur Artillerieschule in Jüterbog und zum 1. August 1943 zur Artillerieschule I, Berlin, als Lehrgangsleiter. Im April und Mai 1945 wurde er bei der Führerreserve im Oberkommando des Heeres geführt.
Von Juli 1945 bis Mai 1946 war Peslmüller an der bayerischen Dolmetscherschule, anschließend bis Juni 1946 beim Städtischen Gartenamt Regensburg und danach wieder bis Januar 1947 bei der Bayerischen Dolmetscherschule. Von Januar 1947 bis Juli 1950 war er Finanzangestellter und anschließend bis Juli 1954 Handelsvertreter.
Am 29. Juni 1956 nahm Peslmüller als erster Kommandeur der Artillerieschule der Bundeswehr die Dienstgeschäfte auf. Im März 1957 übergab er krankheitsbedingt die Dienstgeschäfte an seinen Stellvertreter, Oberst Wilhelm Schaeffer. Am 3. Juni 1957 wurde Peslmüller vom damaligen Bundespräsidenten Theodor Heuss zum Brigadegeneral ernannt, bevor er am 10. Juli 1957 verstarb.

## Auszeichnungen
- 10. Januar 1940: Spange zum Eisernes Kreuz II. Klasse
- 1. Juli 1940: Spange zum Eisernes Kreuz I. Klasse
- 7. Juli 1942: Deutsches Kreuz in Gold[2]
- 19. April 1942: Sturmabzeichen
- 15. Juli 1942: Medaille Winterschlacht im Osten 1941/42
- 31. Oktober 1942: Krimschild